# Гравітаційний радіус
Радіус Шв́арцшильда — радіус сферичного тіла, при якому його друга космічна швидкість дорівнює швидкості світла.
Радіус Шварцшильда {\displaystyle R_{S}} для тіла масою M обчислюється за формулою
{\displaystyle R_{S}={\frac {2MG}{c^{2}}}},
де {\displaystyle G} - гравітаційна стала, {\displaystyle c} - швидкість світла. 
При стисненні об'єкта у кулю з радіусом рівним радіусу Шварцшильда або меншим за нього, відбувається незворотний гравітаційний колапс, тобто об'єкт перетворюється на чорну діру.
Радіус Шварцшильда визначається масою тіла. Для Сонця він становить 3 км, для Землі — 9 мм. Сонце не стиснеться до радіуса Шварцшильда, оскільки його маса надто мала і гравітаційні сили не зможуть побороти сили відштовхування між електронами, зумовлені принципом виключення Паулі (дивіться Межа Чандрасекара).

## Властивості
За величиною радіус Шварцшильда збігається з радіусом сферично-симетричного тіла, для якого в класичній механіці друга космічна швидкість на поверхні дорівнювала б швидкості світла. Цей факт не випадковий, він є наслідком того, що класична механіка і ньютонівська теорія тяжіння містяться в загальній теорії відносності як її граничний випадок. На важливість цієї величини вперше звернув увагу Джон Мічелл у своєму листі до Генрі Кавендіша, опублікованому 1784 року. У межах загальної теорії відносності радіус Шварцшильда (в інших координатах) уперше обчислив у 1916 році Карл Шварцшильд (див. метрика Шварцшильда).
Радіус Шварцшильда звичайних астрофізичних об'єктів мізерно малий порівняно з їхнім дійсним розміром: так, для Землі RS ≈ 0,887 см, для Сонця RS ≈ 2,95 км. Виняток становлять нейтронні зірки та гіпотетичні бозонні й кваркові зірки. Наприклад, для типової нейтронної зірки радіус Шварцшильда становить близько 1/3 від її власного радіуса. Це зумовлює важливість ефектів загальної теорії відносності при вивченні таких об'єктів. Радіус Шварцшильда об'єкта з масою спостережуваного всесвіту дорівнював би приблизно 10 мільярдам світлових років.
З досить масивними зірками (як показує розрахунок, з масою більше двох-трьох сонячних мас) наприкінці їхньої еволюції може відбуватися процес, який називається релятивістським гравітаційним колапсом: якщо, вичерпавши ядерне «паливо», зірка не вибухає і не втрачає масу, то, зазнаючи релятивістського гравітаційного колапсу, вона може стиснутися до розмірів радіусу Шварцшильда. При гравітаційному колапсі зірки до сфери {\displaystyle R_{S}} назовні не може виходити жодне випромінювання, жодні частинки. З погляду зовнішнього спостерігача, що перебуває далеко від зірки, з наближенням розмірів зірки до {\displaystyle R_{S}} власний час частинок зірки необмежено сповільнює темп своєї течії. Тому для такого спостерігача радіус колапсуючої зірки наближається до радіусу Шварцшильда асимптотично, ніколи не стаючи рівним йому. Але можна, однак, вказати момент, починаючи з якого зовнішній спостерігач уже не буде бачити зірку і не зможе дізнатися будь-яку інформацію щодо неї. Так що з цього моменту вся інформація, що міститься в зірці, фактично буде втрачена для зовнішнього спостерігача.
Фізичне тіло, що зазнало гравітаційного колапсу і досягло радіуса Шварцшильда, називається чорною дірою. Сфера радіуса rg збігається з горизонтом подій чорної діри, що не обертається. Для чорної діри, що обертається, горизонт подій має форму еліпсоїда, і радіус Шварцшильда дає оцінку його розмірів. Радіус Шварцшильда для надмасивної чорної діри в центрі нашої Галактики дорівнює приблизно 16 мільйонам кілометрів.